# Бад Бибра
Бад Бибра (њем. Bad Bibra) град је у њемачкој савезној држави Саксонија-Анхалт. Једно је од 43 општинска средишта округа Бургенланд. Према процјени из 2010. у граду је живјело 3.060 становника. Посједује регионалну шифру (AGS) 15084015.

## Географски и демографски подаци
Бад Бибра се налази у савезној држави Саксонија-Анхалт у округу Бургенланд. Град се налази на надморској висини од 280 метара. Површина општине износи 49,8 km². У самом граду је, према процјени из 2010. године, живјело 3.060 становника. Просјечна густина становништва износи 61 становника/km².